# 13 tháng 4
Ngày 13 tháng 4 là ngày thứ 103 trong mỗi năm thường (ngày thứ 104 trong mỗi năm nhuận). Còn 262 ngày nữa trong năm.

## Sự kiện
- 710 – Thiên hoàng Genmei thiên đô từ Fujiwara-kyo đến Heijo-kyo, khởi đầu Thời kỳ Nara trong lịch sử Nhật Bản.
- 1111 – Henry V trở thành Hoàng đế La Mã Thần thánh.
- 1204 – Thập tự quân chiếm kinh thành Constantinopolis trong Thập tự chinh thứ tư, kết thúc tạm thời Đế quốc Đông La Mã.
- 1598 – Vua Henri IV của Pháp ra Chỉ dụ Nantes cho những người Huguenot quyền tự do tín ngưỡng.
- 1742 – Ôratô Messiah của George Frideric Handel ra mắt công chúng tại Dublin, Ireland.
- 1829 – Nghị viện Anh cho người theo Giáo hội Công giáo Rôma được quyền tự do tín ngưỡng.
- 1849 – Hungary trở thành một nước cộng hoà.
- 1861 – Nội chiến Mỹ: Fort Sumter đầu hàng.
- 1919 – Quân đội Ấn Độ thuộc Anh sát hại hàng trăm người biểu tình không vũ trang tại Jallianwala Bagh, Amritsar, Punjab.
- 1941 – Hiệp ước Xô-Nhật được ký kết tại Moskva, đảm bảo tính trung lập giữa Liên Xô và Nhật Bản trong Chiến tranh thế giới thứ hai.
- 1943:
– Chiến tranh thế giới thứ hai: Đức tuyên bố tìm thấy mộ tập thể của tù binh Ba Lan bị Hồng quân Liên Xô hành quyết trong khu rừng Katyn, gây chia rẽ giữa Đồng Minh, chính phủ Ba Lan lưu vong ở Luân Đôn và Liên Xô.
– Khánh thành Đài kỷ niệm Jefferson ở Washington, D.C., nhân dịp 200 năm ngày sinh Thomas Jefferson.
- 1945 – Chiến tranh thế giới thứ hai: Quân Giải phóng Quốc gia Nam Tư phá vỡ Mặt trận Srem.
- 1947 – Ngày truyền thống Lực lượng vũ trang tỉnh Bắc Kạn.
- 1967 – Chiến tranh Việt Nam: quân và dân miền Đông Nam Bộ đánh bại cuộc hành quân Gianxon Xity.
- 1970 – Bình chứa oxy trên phi thuyền Apollo 13 nổ, phi hành đoàn lâm nguy.
- 1983 – Harold Washington là người Mỹ gốc Phi đầu tiên được bầu làm thị trưởng thành phố Chicago.
- 1985 – Ramiz Alia thay Enver Hoxha làm lãnh tụ Albania.
- 1987 – Bản tuyên bố Liên minh Trung-Bồ được ký tại Bắc Kinh, theo đó Bồ Đào Nha giao quyền cai quản Ma Cao cho Trung Quốc vào năm 1999.
- 1997 – Tiger Woods trở thành người trẻ tuổi nhất giành chiến thắng trong giải đấu golf chuyên nghiệp Masters Tournament ở tuổi 21.
- 2010 – Đĩa đơn Not Myself Tonight của Christina Aguilera được phát hành.
- 2029 – Tiểu hành tinh 2004 MN4 sẽ đi qua gần Trái Đất, cách khoảng 65.000 km.

## Sinh
- 1519 – Catherine de Medici, hoàng hậu nước Pháp (m. 1589)
- 1570 – Guy Fawkes, kẻ đặt chất nổ dưới hầm toà nhà Nghị viện Anh năm 1605 (m. 1606)
- 1743 – Thomas Jefferson, Tổng thống Mỹ thứ ba, tác giả bản Tuyên ngôn Độc lập của Hoa Kỳ (m. 1826)
- 1747 – Louis Philippe II, Quận công Orléans (m. 1793)
- 1769 – Thomas Lawrence, họa sĩ Anh (m. 1830)
- 1771 – Richard Trevithick, kỹ sư cơ khí, phát triển đầu máy xe lửa đầu tiên (m. 1833)
- 1808 – Antonio Meucci, nhà phát minh, nhà cải cách, nhà kinh doanh người Mỹ gốc Ý (m. 1889)
- 1885 – György Lukács, triết gia, nhà phê bình văn học Hungary (m. 1971)
- 1892 – Sir Robert Alexander Watson-Watt, người sáng chế radar (m. 1973)
- 1894 – Arthur Fadden, Thủ tướng Úc thứ 13 (m. 1973)
- 1906 – Samuel Beckett, nhà văn Ireland, giải Nobel văn chương năm 1969 (m. 1989)
- 1926 – John Spencer-Churchill, Quận công Marlborough thứ 11
- 1939 – Seamus Heaney, nhà thơ Bắc Ireland, giải Nobel Văn Học năm 1995
- 1951 – Peabo Bryson, ca sĩ pop
- 1955 – Trương Hòa Bình Ủy viên Bộ Chính trị Phó Thủ tướng Thường trực Chính phủ (2016 – nay).
- 1960 – Rudi Völler, huấn luyện viên bóng đá người Đức
- 1963 – Garry Kasparov, đại kiện tướng cờ vua người Nga (gốc Azerbaidjan), vô địch thế giới 1985–2003
- 1978 – Carles Puyol, cầu thủ bóng đá người Tây Ban Nha
- 2000 – Nancy, ca sĩ, diễn viên người Hàn Quốc
- 2000 – Đoàn Thiên Ân, hoa hậu người Việt Nam

## Mất
- 814 – Krum, hãn xứ Bulgaria
- 1093 – Vsevolod I của Kiev (s. 1093)
- 1279 – Boleslaus Ngoan đạo, công tước Ba Lan
- 1605 – Boris Godunov, Sa hoàng Nga
- 1695 – Jean de la Fontaine, tác giả người Pháp (s. 1621)
- 1856 – Nguyễn Phúc Thục Tĩnh, phong hiệu Xuân An Công chúa, công chúa con vua Minh Mạng (s. 1825)
- 1865 – Achille Valenciennes, nhà động vật học người Pháp (s. 1794).
- 1943 – Oskar Schlemmer, họa sĩ, nhà điêu khắc, nhà thiết kế và biên đạo múa Đức
- 1955 – Nhân sĩ Bùi Bằng Đoàn (s. 1889).
- 1972 – Trương Hữu Đức, Chuẩn tướng Việt Nam Cộng hòa (Sinh 1930)
- 2007 – Doãn Mẫn, nhạc sĩ nhạc tiền chiến người Việt Nam (s. 1919)

## Ngày lễ và kỷ niệm
- Lễ hội Chol Chnam Thmay
- Ngày đầu tiên trong Tết Thái, Tết Miến Điện, Tết Campuchia, tết Lào,...